# تین سبیل
تین سبیل (به عربی: تین سبیل) یک روستا در سوریه است که در ناحیه عین حلاقیم واقع شده‌است. تین سبیل ۵۶۲ نفر جمعیت دارد.